# Нетуно
Нетуно (итал. Nettuno) град је у средишњој Италији. Нетуно је важан град округа Рим у оквиру италијанске покрајине Лацио.
Град Нетуно је познат као важно викенд одредиште Римљана, где они веома лако могу предахнути на мору на дан, два од велеградске буке и гужве.

## Природне одлике
Нетуно налази се у средишњем делу Италије, 60 км јужно од Рима, седишта покрајине и државе. Град се налази на Тиренском мору, док се у позадини пружа приморско побрђе Апенина.

## Географија
| Клима (Нетуно)           | Клима (Нетуно) | Клима (Нетуно) | Клима (Нетуно) | Клима (Нетуно) | Клима (Нетуно) | Клима (Нетуно) | Клима (Нетуно) | Клима (Нетуно) | Клима (Нетуно) | Клима (Нетуно) | Клима (Нетуно) | Клима (Нетуно) | Клима (Нетуно) |
| Показатељ \ Месец        | .Јан.          | .Феб.          | .Мар.          | .Апр.          | .Мај.          | .Јун.          | .Јул.          | .Авг.          | .Сеп.          | .Окт.          | .Нов.          | .Дец.          | .Год.          |
| ------------------------ | -------------- | -------------- | -------------- | -------------- | -------------- | -------------- | -------------- | -------------- | -------------- | -------------- | -------------- | -------------- | -------------- |
| Средњи максимум, °C (°F) | 11,8 (53,2)    | 13,3 (55,9)    | 15,8 (60,4)    | 18,6 (65,5)    | 21,7 (71,1)    | 26,0 (78,8)    | 28,4 (83,1)    | 28,3 (82,9)    | 25,8 (78,4)    | 22,5 (72,5)    | 17,1 (62,8)    | 13,7 (56,7)    | 28,4 (83,1)    |
| Средњи минимум, °C (°F)  | 4,3 (39,7)     | 5,2 (41,4)     | 6,3 (43,3)     | 9,0 (48,2)     | 11,9 (53,4)    | 15,7 (60,3)    | 18,4 (65,1)    | 18,2 (64,8)    | 16,3 (61,3)    | 13,1 (55,6)    | 9,1 (48,4)     | 5,9 (42,6)     | 4,3 (39,7)     |
| [ тражи се извор ]       |                |                |                |                |                |                |                |                |                |                |                |                |                |

## Становништво
Према резултатима пописа становништва 2011. у општини је живело 45.460 становника.
| 1931. | 1936.  | 1951.  | 1961.  | 1971.  | 1981.  | 1991.  | 2001.  | 2011.  |
| ----- | ------ | ------ | ------ | ------ | ------ | ------ | ------ | ------ |
| 9.320 | 10.118 | 13.893 | 18.620 | 24.811 | 29.423 | 33.827 | 36.080 | 45.460 |

Град Нетуно данас има преко 46.000 становника, махом Италијана. Током протеклих деценија град је имао знатан раст становништва, као последицу ширења утицаја оближњег Рима и развој туристичких делатности повезаних са тим.

## Партнерски градови
- Бандол
- Траунројт
- Кориналдо
- Ardee
- Jaguariúna
- Кливленд

## Галерија
- Богородичина црква
- Астура торањ
- Тврђава Сангало
- Стари део Нетуна